# Ctenuchidia
Ctenuchidia is een geslacht van vlinders van de familie spinneruilen (Erebidae), uit de onderfamilie Arctiinae.

## Soorten
- C. agrius Fabricius, 1781
- C. butus Fabricius, 1787
- C. fulvibasis Hering, 1925
- C. gundlachis Schaus, 1904
- C. interrupta Hering, 1925
- C. subcyanea Walker, 1854
- C. virginalis Forbes, 1930
- C. virgo Herrich-Schäffer, 1855